# Región
Región va ser un diari que es va editar a Astúries, avui desaparegut. La primera edició del diari va sortir a la llum el dia 24 de juliol de 1923 després de ser fundat per Bernardo Aza y González-Escalada. Entre els primers membres del consell d'administració es trobava Ricardo Vázquez-Prada Blanco, que va arribar a ser la seva més important director en estar en el càrrec durant tres dècades. El diari va iniciar la seva marxa des dels tallers situats al carrer de Melquiades Álvarez d'Oviedo i va ser un periòdic de línia tradicional catòlica i òrgan d'expressió de Falange.
Durant l'època de la Segona República Espanyola passa a ser l'altaveu del corrent de la dreta asturiana i a l'esclat de la Guerra Civil Espanyola trasllada els seus tallers a Ḷḷuarca. El 1960 s'instal·la al carrer Fray Ceferino, també a Oviedo, i va aprofitar el trasllat per a la modernització de la maquinària. El 30 de novembre de 1983, a causa dels problemes econòmics en els quals estava immers el diari des de feia alguns anys, es va publicar l'últim exemplar.